# 三日月情話
『三日月情話』（みかつきじょうわ）は、東海テレビ制作・フジテレビ系列で、1976年4月5日 - 5月21日に放送された昼ドラマである。全35回。

## 概要
それまで15分だった東海テレビ制作昼ドラマ初の30分シリーズとして製作された。男女2人が全裸でもつれ合い転がるオープニングでも有名である。
日本各地に残されている「浦島伝説」を題材に、揺れ動く男女の心情をからめて物語が進行する。特に前半は、実際の大学教授や宮司にインタビューを行ってドラマが展開してゆくという、ドキュメンタリーのような斬新な手法が試みられた。脚本は、少数民族や日本の古代史を取り扱う佐々木守が担当した。また、円谷プロから派生した日本現代企画が製作に携わり作品独自の世界を作りあげていった。のちに佐々木は自身のオリジナルを織り交ぜた本作の小説版を出版（既に絶版）。更に登場人物を中学生に置き換えたジュブナイル小説「竜宮城はどこですか」を発表している。また、NG企画『ウルトラマン怪獣聖書』や、それをアレンジした映画『ウルトラQ ザ・ムービー 星の伝説』でも、同様のテーマで脚本を執筆している。
また第34話ではナレーションを担当する渡辺美佐子が顔出し出演する演出もなされた。最終回となる第35話はナレーションの渡辺がドラマ制作の意図を語る総集編として放送され、最後の数分は克子が浦島太郎の童謡の一節を歌った後、互いに愛し合う鋭一と手を取り合い、出雲族の人間として常世島で生きるために社に入っていくところで物語は締めくくられる（そのため本編は第34話が実質的な最終回となる）。

## 登場人物
神崎克子（かんざき・かつこ）
本編の主人公。妊娠を告げられたその日、夫・拓也が「竜宮城に行く」と言い残して失踪。日本中を探索し、千葉の三日月村に突入。強制堕胎手術という悲劇に見舞われるも、その途上で知り合った下条鋭一と芽生え始めた愛は、常世の島で乙姫の夫となった拓也との再会・決別後激しく燃え上がり、結ばれる。だがそれ以降、村に軟禁状態となり、脱出の道を探し、もがく。そんなとき現れた岡島にそそのかされ、一度は村の分裂工作を行うが、尾形トメのなかに亡き母の面影を見、そして拓也の生き方や常世思想に共鳴し、最後は出雲族の側に立って行動、三日月村の民を逃がしたあと、新たな乙姫として鋭一と共に常世島に残った。
下條鋭一（しもじょう・えいいち）
本編のもう一人の主人公。本編登場は第2話から。克子と同じく、失踪した妻・佐知子を探して、浦島伝説ゆかりの地を訪ね歩く途上で克子と出会い、行動を共にする。克子と違って次々と起こる事件に動ずることなく、前向きでさわやかな生きざまを貫いていた。また、歴史や社会問題についてもいろいろと研究してきたらしく深い見識を持っており、岡島との論戦でも互角に渡り合っていた。
三日月村の人々によって様々な困難に遭うが、葛藤の末に佐知子との決別を決め、克子と結ばれる。また、岡島の民族浄化論に反発し、少数民族である出雲族の生存権を守るため戦うようになる。終盤には克子と共に三日月村の民を逃がし、乙姫の夫として愛する克子と常世島で生きることを選んだ。
神崎拓也（かんざき・たくや）
物語の発端を作った人物で克子の元夫。会社員をしていたが突然、「竜宮城に行く」と言い残して失踪。故郷は湖の底に沈んでしまった出雲族末裔の集落・木曾粕谷村。元々は乙姫の花婿候補次点だったが、筆頭候補の急死によって繰り上がりで筆頭候補になり、新妻だった克子を捨てて、三日月村・常世島の乙姫の許へおもむく。出雲族の純潔のために生きることを誓い、後を追って再会した克子にも「この世には愛より強いものがある」と拒絶するが、内心では克子のことをずっと気にかけており、同じような境遇の鋭一と新しい人生を幸福に送って欲しいと願っていた。
そして、村のために行動してくれた克子と鋭一に応えるべく岡島と直接対決するが、妥協点を見出すことはできなかった。その後、乙姫を逃がし、佐知子を乙姫のダミーとして二人で常世島にこもり、岡島の囮になろうとするが、そこに現れた克子と鋭一に説得され脱出する。
下条佐知子（しもじょう・さちこ）
鋭一の元妻。拓也が失踪する半年前に失踪していた。その直前には、拓也と同じく全国各地の浦島伝説ゆかりの地を訪ね歩いていたらしい。故郷も拓也と同じく木曾粕谷村。初登場となる第13話において、三日月村の村人により「夫婦のあかし」を強要され、からみあっていた克子と下条の背後に突然現れた。
乙姫の話し相手として村に連れてこられた佐知子は、その時点ではその生活に我慢できず、下条とともに村からの脱出をはかるが失敗。その後、常世島で下条と再会したときには、逆に脱出を呼びかける鋭一を拒否し、出雲族として生きることを決意する。拓也がそうであるように夫であった鋭一のことを気にかけ、彼の新しい人生と幸福を願いながら、克子に「下条をよろしくお願いします」と告げて鋭一を託した。終盤、乙姫のダミーとして岡島と戦おうとするも克子と鋭一の説得を受けて、拓也と共に常世島を脱出した。
乙姫（おとひめ）
本名不明。出雲族の純血・統合の象徴。三日月村沖合いの常世島で祭祀を司る。先代乙姫であるトメの実娘。拓也を夫に迎え、新しい生命を身ごもる。岡島に拉致され、フラメンコバーでホステスをさせられるなどの困難に遭うが、最後は出雲族の未来を背負い、村人たちと脱出した。また、第34話まで一切の台詞がなかったのは、神秘さを出す演出であるとともに、演じる石原初音の演技力の問題もあったと言われているが真相は不明。
尾形トメ（おがた・－）　
通称おばば。当初、不気味な隣人として克子のアパートに引っ越してきたが、第4話では、東京のビルの一室に祭壇を作り、儀式をやっていた。そして克子が丹後から戻ると、すでにアパートから引越しており、以後消息を絶つが、のちに克子が三日月村を初めて訪れたとき、そこに現れた。乙姫の母にして、三日月村の出雲族を束ねる長。三日月村では、克子と鋭一に対して情け容赦なく振る舞い、二人を苦しめるが、だんだん仏心がわいてきたのか、最後には克子に対し謝罪を連発。また、マムシに噛まれた克子を命がけで助けるなどして和解する。
その一方、敵である久米一族・岡島に対しては、ダイナマイトを持ち込むなど、高齢とは思えぬ凄まじい闘志を見せるが、終盤、出雲族の存続と将来を祈りつつ、村人たちを逃がし、自身は一人、村に残った。
広田サキ（ひろた・－）
ケイとともにトメの脇をかため、三日月村を束ねる巫女でみどりの母。ケイと比べて高齢で、克子に対しては殊のほか攻撃的だった。特に、娘のみどりが巫女になることを拒否し、東京に出て行ってからは精神的に動揺し、２度にわたって克子の小屋を襲撃、首をしめた。この行動が仇となり、克子による三日月村首脳部分裂作戦の標的にされてしまう。みどりが岡島に拉致されたとき、克子とともに、東京に行こうとする。しかし、それは途上で克子がマムシに噛まれたことにより挫折。そして麻理子によって救出されたみどりと再会し、和解。また、その件で克子・鋭一とも和解し、逆に彼らを擁護する立場に回る。最後は、乙姫を守って、ケイとともに村を脱出した。
広田みどり（ひろた・－）
サキの娘。巫女になることを嫌がり、村を出て東京で働こうとするが、聞き入れられず、克子と鋭一を船で常世島に渡そうとするも挫折。危うく母親のサキによって熱湯による盟神探湯（くがたち）の禊をやらされそうになるが、トメの一笑で許され、東京で働くことに。村を出るとき克子から友人の律子を紹介され、彼女と懇意になる。しかしその後、岡島に村の分裂工作を依頼された克子は、自らの村からの脱出とひきかえに、みどりの拉致によるサキの村からの離反を画策。克子の指示を受けた律子によって岡島の事務所に呼び出され、そのまま監禁されてしまう。その後、麻理子の活躍によって、同じく囚われていた鋭一と共に事務所を脱出し、ケイから事態の全貌を聞かされると改心。巫女となることを決め、サキと和解した。
山村ケイ（やまむら・－）
サキとともにトメを補佐する巫女。「男の移り気に嫌気がさして」男を断ち、巫女になったとは本人の弁。オカメ顔のサキに対して彫りの深い顔立ち。サキほど攻撃的ではないが、克子たちを憎悪していた。最後はサキと同じく乙姫とともに脱出。
岡島幹彦（おかじま・みきひこ）　
肩書は関東観光開発株式会社・開発部長で物語終盤に登場する。当初は、常世島をレジャーランドにしたいと村にまとわりつく、単なる悪徳不動産業者、という感じだったが、実は1500年前に出雲族や熊襲、土蜘蛛、蝦夷などを次々と滅ぼした大和朝廷の近衛軍団、久米一族の子孫（末裔と言われ露骨に嫌がっていた場面がある）。あやしげな手下を使い、克子、鋭一、みどり、乙姫などを次々と拉致監禁するなど、あの手この手で三日月村を葬り去ろうとする。
アジトは、都内某ホテルの一室と、フラメンコバーの奥の部屋。どちらの部屋の壁にも、日の丸が大々的に貼ってあり、その裏には「撃ちてし止まん」で有名な久米歌の額縁が隠されていたりする。資金源はフラメンコバーの売上とも言われているが詳細は不明。
麻里子（まりこ）
本名不明。通称まりちゃん。さすらいのヒッチハイカー。日米混血と思われる。常世島を探しあぐねていた克子と鋭一の前に突然現れ、あっけなく島を発見してしまう。そして、二人のためにモーターボートを手配し、島に上陸。その後克子と鋭一はトメたち村人によって厳罰をうけるも、自身は「何もわかっていない異国の人」とされて不問となった。その後、克子と鋭一が村に軟禁状態となっても、彼女は外の世界と自由に行き来できた。そして、おばばに懐いたりもした。そうこうしているうち、いつのまにか鋭一への想いが募りアタックするも玉砕、あっさりと身を引く。そして、鋭一への最後のはなむけとして、岡島に監禁された鋭一の救出作戦を敢行。岡島の事務所に突入し、鋭一とみどりを解放。その後、二人を川崎のフェリー埠頭で見送ったのを最後に、どこへともなく去っていった。
時々英語ではしゃぐ癖があり、その時は台詞が字幕で表示される。また、コカコーラのビンで腹をどつくこともあった。

## キャスト
- 神崎克子：藤田弓子
- 下条鋭一：有川博
- 神埼拓也：中山仁
- 髙木律子：水上竜子
- 尾形トメ（通称おばば）：村田知栄子
- 江波麻理子：エバ
- 下条佐知子：小野ひずる
- 山村ケイ：白石奈緒美
- 広田サキ：町田博子
- 広田みどり：関いづみ
- 乙姫：石原初音
- 岡島幹彦：内田稔
- 坂本：東龍明
- ナレーション：渡辺美佐子

## スタッフ
- プロデューサー：出原弘之、小林哲也
- 音楽：司一郎
- 監督：真船禎
- 脚本：佐々木守
- 撮影：内海正治
- 照明：新井盛
- 美術：池谷仙克
- 制作：東海テレビ、日本現代企画
- 主題歌：「ためらいの明日」
- 挿入歌：「追想曲」

作詞：石坂浩二、作曲：司一郎、編曲：高田弘、歌：藤田弓子